# تومي غرينوالد
تومي غرينوالد (بالإنجليزية: Tommy Greenwald)‏ هو كاتب للأطفال وكاتب أمريكي، ولد في 27 أبريل 1962.